# Koaxiális kábel

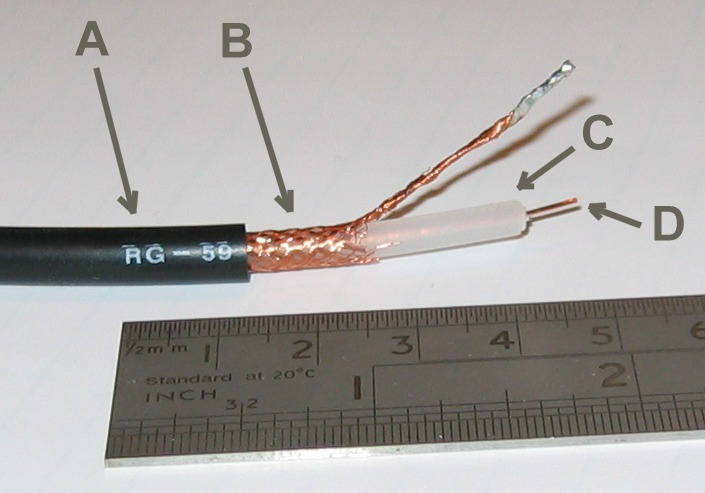
RG-59 típusú koaxiális kábel felépítése A: Külső műanyag szigetelés
B: Rézhuzalból készült fonatolt árnyékoló réteg
C: Dielektrikum
D: Központi vezeték

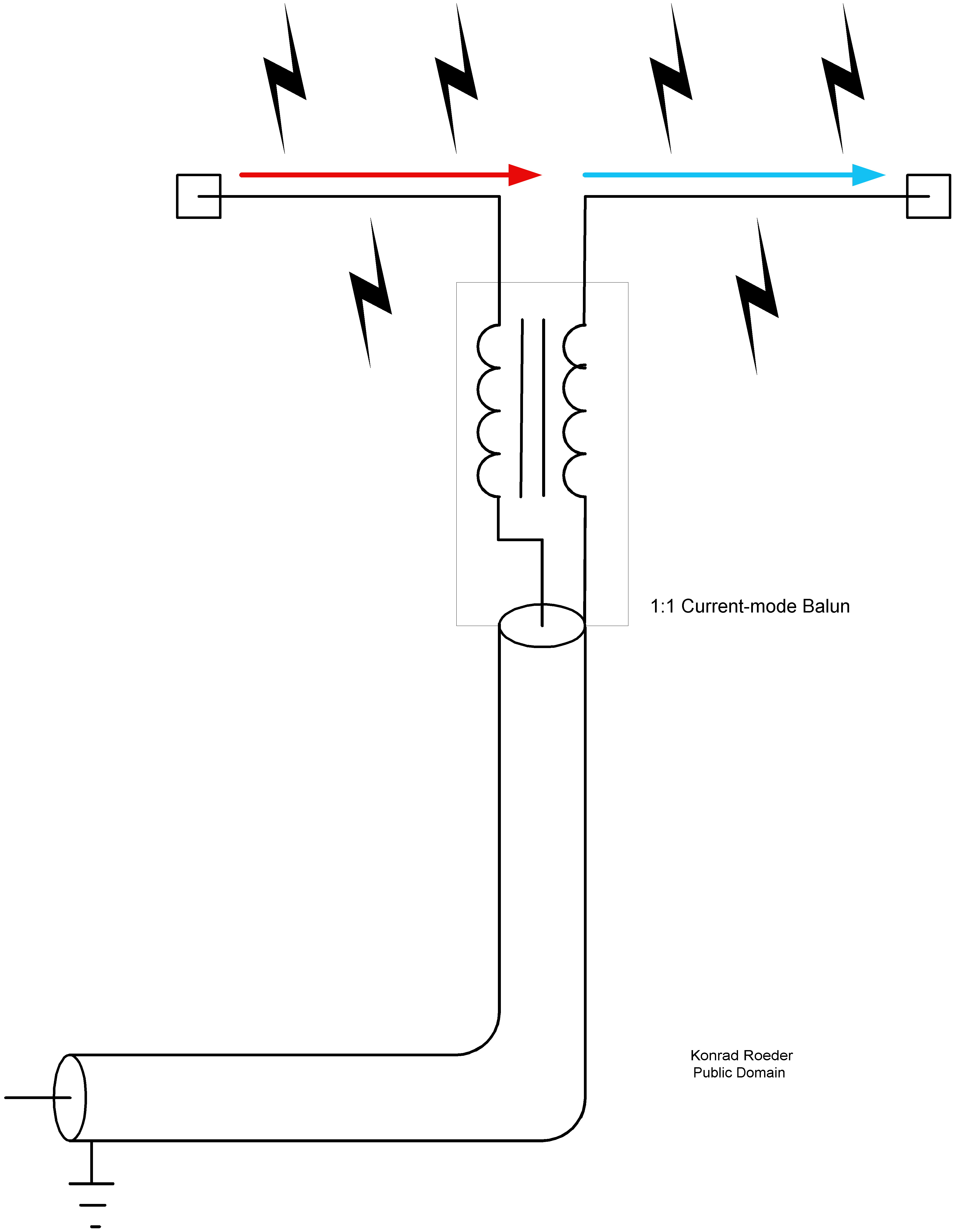
Koaxiális kábel használata:
A kép tetején levő dipólantenna jelét illesztőtranszformátor, ún. balun trafó illeszti a koaxiális kábelhez

A koaxiális kábel a híradástechnikában használt olyan vezetéktípus, ami egy belső vezető érből, dielektrikumból, fémhálóból és külső szigetelésből áll. A fémháló szerepe az elektromos árnyékolás, azaz a belső éren továbbított jel megóvása a külső zavaroktól. Elsősorban rádiófrekvenciás jelek továbbítására használják.
A ko-axiális azt jelenti, hogy "közös tengelyű", ez a név a csőszerű összetételre utal: a belső ér és a külső árnyékolás hosszanti tengelye megegyezik.
Az ideális koaxiális kábelnél az elektromágneses mező csak a belső vezető és az árnyékolás között létezik, így a kábel közelében található fémtárgyak nem okoznak teljesítményveszteséget. Az árnyékolásnak köszönhetően a külső elektromágneses zajok sem zavarják a jelet.

## Története
1880-ban szabadalmaztatta Oliver Heaviside angol villamosmérnök.

## Felépítése

### Belső ér
A belső vezető lehet sodrott vagy tömör vezeték. Általában rézből készítik a jó vezetőképessége miatt. Ha nagy mechanikai igénybevételnek van kitéve a vezeték, akkor réz bevonatú acél belső vezetőt érdemes használni, az acél ugyanis jobb mechanikai tulajdonságokkal rendelkezik.

### Szigetelés
A leggyakrabban használt anyagok a polietilének, a polipropilének, és a politetrafluoretilén. Létezik félig hézagos szigetelés is, ahol a lyukak helyén a levegő a szigetelő anyag.

### Árnyékoló réteg
Általában fonott réz árnyékolást alkalmaznak. Előnye, hogy hajlítható, és az árnyékolás nem gyengül, ha a kábelt meggörbítjük.

### Burkolat
Legelterjedtebb a PVC burkolat.

## Jellemzői
A koaxiális kábel egy távvezeték amelynek fizikai leírására használhatók a távíró egyenletek.

Távvezeték sematikus leírása

### Hullámimpedancia
A koaxiális kábel legfőbb jellemző tulajdonsága a hullámimpedancia. Értéke a következő képlet segítségével határozható meg:
{\displaystyle Z_{o}={\frac {k_{z}}{\varepsilon _{r}}}\cdot \lg {\frac {D}{d}}}
- {\displaystyle Z_{o}}: hullámimpedancia
- {\displaystyle k_{z}}: alaktényező (kör esetén 138)
- {\displaystyle \varepsilon _{r}}: az érszigetelés dielektromos állandója
- {\displaystyle D}: az árnyékolás belső átmérője
- {\displaystyle d}: a belső vezető ér átmérője

### Impedancia illesztés
A koaxiális kábel megfelelő használatához a kábel mindkét végén megfelelő illesztés szükséges, ami azt jelenti, hogy a jel forrásánál, a lezárásnál és a jelúton sem változhat az impedancia. Ennek hiányában a jel egy része visszaverődik a belső érre, ez például analóg televíziós adásnál szellemképet okoz. A fáziskésleltetés miatt az is előfordulhat, hogy a visszaverődő jel kioltja a továbbított jelet, ami a jelszint csökkenéséhez vezet.
A kábel nagymértékű meghajlítása, megtörése is megváltoztatja az impedanciát, ezért ez is visszaverődésekhez vezethet.

## Típusai
Két jelentős csoportra oszthatók a koaxiális kábelek: az egyik az alapsávú koaxiális kábel, ezt digitális jelátvitelre használják, a másik pedig a széles sávú koaxiális kábel, amelyet analóg jelátvitelre alkalmaznak.

### Alapsávú koaxiális kábel

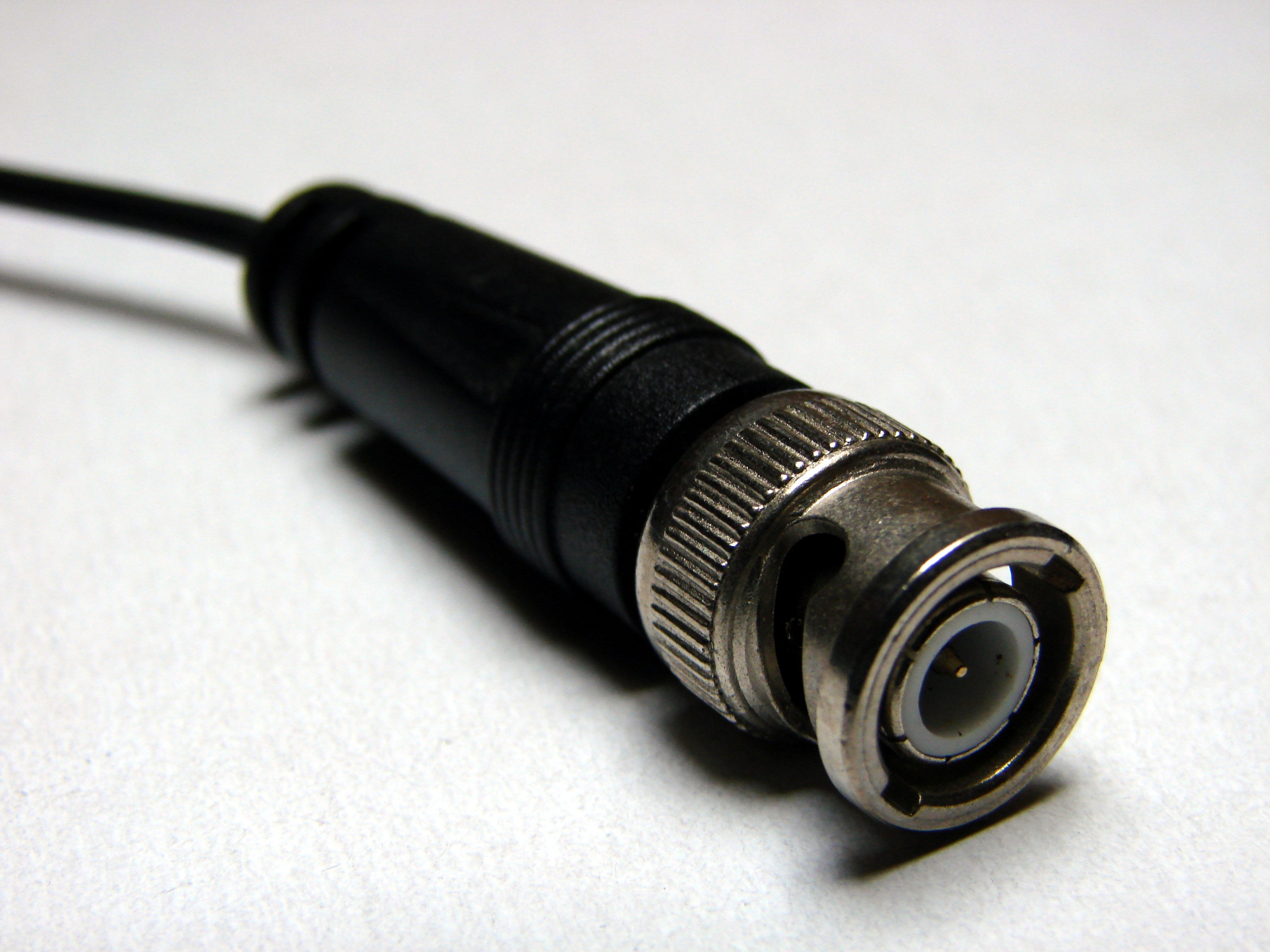
BNC csatlakozó

Ezt a koaxiális kábelt régebben elterjedten használták számítógépes lokális hálózatban, valamint távbeszélőrendszerekben is nagytávolságú átvitelre. A mindenkori sávszélesség a kábel hosszától függ. 1 km-nél kisebb távolságon 10 Mbit/s-os átviteli sebesség valósítható meg.
Ezt az átviteli közeget régebben elterjedten alkalmazták az Ethernet hálózatokban, ahol megkülönböztetünk: vékony koaxiális (10Base2) és vastag koaxiális (10Base5) kábeleket. A típusjelzésben szereplő 2-es és 5-ös szám az Ethernet hálózatban kialakítható maximális szegmenshosszra utal: vékony kábelnél ez 200 méter, vastagnál 500 méter lehet. A digitális átviteltechnikában vékony koaxiális kábelek használatakor csatlakozásra BNC (Bayonet Neill-Concelman) dugókat és aljzatokat használnak.

### Széles sávú koaxiális kábel
Ez a fajta kábelrendszer a kábeltelevíziózás szabványos kábelein keresztül analóg jelátvitelt tesz lehetővé. A szabványos kábeltelevíziós technikából adódóan az ilyen széles sávú hálózatok esetén az analóg jelátvitelnek megfelelően (ami kevésbé kritikus, mint a digitális) a kábel akár 100 km-es távolságra, 300 MHz-es, de néha 450 MHz-es jelek átvitelére is alkalmas.

## Általánosan elterjedt kábelértékek
A földfelszíni rádió- és televízióantennákhoz, műholdvevő antennákhoz, kábeltelevízió-hálózatokhoz elsősorban 75 ohm impedanciájú kábelt használnak.
Vezeték nélküli adatátvitelhez, adóantennákhoz, rádióamatőr célokra általában 50 ohmos kábelt használnak.

## Néhány koaxiális kábel műszaki adata[6]
|          | Z0 (Ω) | C (pF/m) | A200MHz (dB/100m) | A400MHz (db/100m) | Umax kV | k    |
| -------- | ------ | -------- | ----------------- | ----------------- | ------- | ---- |
| RG-11 AU | 75     | 67       | 10                | 15                | 3.6     | 0.66 |
| RG-58 CU | 50     | 100      | 23                | 34                | 1.8     | 0.66 |
| RG-59 BU | 75     | 67       | 17                | 24                | 2.0     | 0.66 |
| RG-62 AU | 93     | 42       | 15                | 22                | 0.8     | 0.86 |
| RG-71 BU | 93     | 42       | 15                | 22                | 0.8     | 0.81 |
| RG-174 U | 50     | 100      | 51                | 74                | 1.0     | 0.66 |
| RG-213 U | 50     | 100      | 10                | 15                | 4.5     | 0.66 |

|          |                   |        | A (db/100m) MHz | A (db/100m) MHz | A (db/100m) MHz | A (db/100m) MHz | A (db/100m) MHz | A (db/100m) MHz |
| Típus    | külső átmérő (mm) | Z0 (Ω) | 10              | 50              | 144             | 432             | 1296            | 2320            |
| -------- | ----------------- | ------ | --------------- | --------------- | --------------- | --------------- | --------------- | --------------- |
| Aircom + | 10.8              | 50     | 0.9             |                 | 4.5             | 8.2             | 14.5            | 21.5            |
| H1000    | 10.3              | 50     | 1.2             | 2.8             | 4.9             | 8.6             | 16              | 23              |
| H500     | 9.8               | 50     | 1.3             | 2.9             |                 | 9.3             | 16.8            | 24.5            |
| H155     | 5.4               | 50     |                 | 6.5             | 11.2            | 20              | 34.9            | 53              |
| RG213U   | 10.3              | 50     | 2.2             | 4.4             | 7.9             | 15              | 27.5            | 47              |
| RG58CU   | 5                 | 50     |                 | 11              | 17.8            | 33              | 64.5            | 100             |